# 70.ª Asamblea Mundial de la Salud
La 70.ª Asamblea Mundial de la Salud se reúne en Ginebra del 22 al 31 de mayo de 2017. 

## Celebración
La Asamblea es el órgano decisorio supremo de la Organización Mundial de la Salud.
La Asamblea Mundial se reúne cada año en Ginebra (Suiza) y a ella asisten delegaciones de los 194 Estados miembros. Su función principal es determinar las políticas de la Organización, supervisar las políticas financieras, y revisar y adoptar el programa de presupuesto propuesto.
Este año, la Asamblea elegirá a un nuevo director general para un mandato de cinco años.

¿Cómo funciona la Asamblea Mundial de la Salud?
La OMS se fundó en 1948 para promover la salud y aliviar la carga de enfermedades en todo el mundo. Los 194 Estados Miembros a los que presta servicio imparten el rumbo que ha de tomar la Organización en la definición de sus objetivos y prioridades.
Cada año, altos funcionarios de salud de los Estados Miembros se trasladan a Ginebra para asistir la Asamblea Mundial de la Salud. En ella se examina la labor de la OMS, se establecen nuevos objetivos y se asignan nuevas tareas.
Organización Mundial de la Salud

- Retransmisión de la 70.ª Asamblea Mundial de la Salud

La retransmisión en directo comenzará a las 9.30 (hora de Ginebra) del lunes 22 de mayo. Habrá servicio de interpretación disponible en los idiomas oficiales de la Organización.

### Orden del día
- Orden del día provisional
- Toda la documentación
- Diario de la Asamblea Mundial de la Salud: número preliminar

### Temas de salud
- Medicamentos esenciales - en inglés
- Enfermedades no transmisibles
- Nutrición para la salud y el desarrollo
- Alerta y Respuesta Mundiales (GAR)
- Paludismo
- Poliomielitis
- La resistencia a los antimicrobianos
- Salud de la madre, el recién nacido, del niño y del adolescente
- La sordera y los defectos de audición
- Traumatismos causados por el tránsito
- Tuberculosis

### Elección de director general
- El Consejo Ejecutivo de la OMS anuncia los nombres de los tres candidatos propuestos al puesto de Director General de la OMS
- Proceso de elección del nuevo Director General de la OMS
- Preguntas y respuestas sobre el proceso de elección
- Hoja de ruta del proceso de elección

### Más información
- ¿Cómo funciona la Asamblea Mundial de la Salud?